# Thomas Tickell

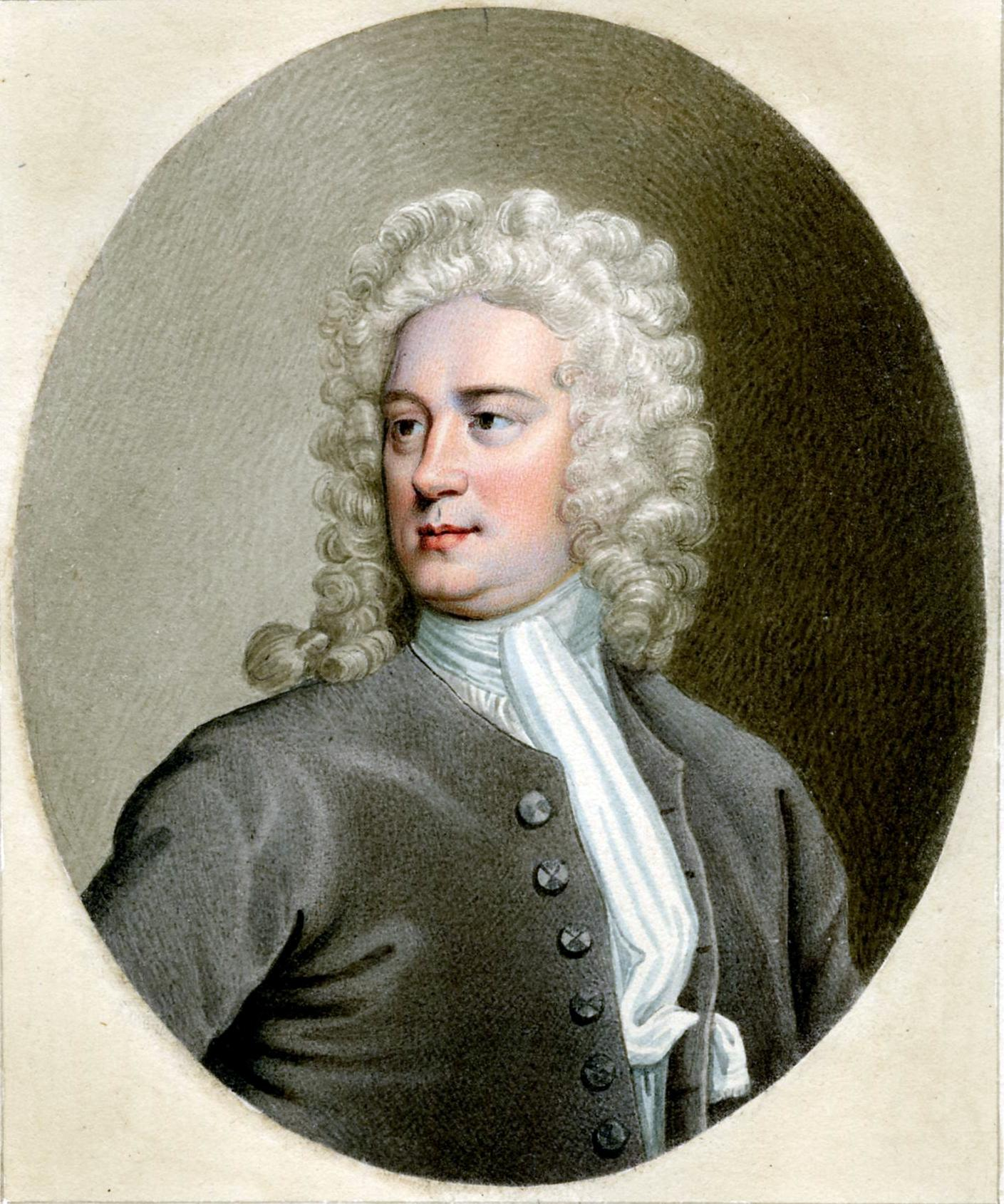
Thomas Tickell

Thomas Tickell (* 17. Dezember 1685 in Bridekirk; † 21. April 1740 in Bath) war ein englischer Dichter und Gelehrter.

## Leben
Thomas Tickell wurde am 17. Dezember 1685 als Sohn eines Pfarrers in Bridekirk, Cumberland, geboren. Nach der Free Grammar School zu St. Bees besuchte er 1701 das Queen’s College in Oxford und schloss sein Studium 1709 mit dem M.A. ab.
Tickell wurde von dem Literaten Joseph Addison gefördert und protegiert, der durch das Widmungsgedicht To the Author of Rosamund, an Opera (1709) auf ihn aufmerksam geworden war und ihm später den Eintritt in den Staatsdienst ermöglichte. Unter Addison wurde er Unterstaatssekretär für das Southern Department, ab 1724 unter dem Lord Lieutenant of Ireland Lord Carteret Sekretär in Dublin, ein Posten, den er bis zu seinem Tode am 21. April 1740 in Bath beibehielt.
Aus seinem Anwesen am Fluss Tolka in Glasnevin entstanden Ende des 18. Jahrhunderts die National Botanic Gardens of Ireland.

## Werk
Seine mehr als dreißig Gedichte und ca. 26 Essays erschienen im Guardian, Spectator und anderen Wochenschriften, darunter das politische Gedicht A Poem, to His Excellency the Lord Privy-Seal, on the Prospect of Peace im Jahre 1712, ein Plädoyer für die Friedenspolitik der Tory-Regierung.
Addison ermutigte Tickell, seine Übersetzung des ersten Buches der Ilias zu veröffentlichen. Diese Publikation fiel mit Alexander Popes Iliasübersetzung zusammen (Juni 1715), sodass es zwischen Addison und Pope zu einer Kontroverse kam: Tickell gab daraufhin sein Vorhaben auf. Literarischen Nachruhm verschaffte Tickell die Ballade Colin and Lucy (1725), die von Thomas Gray und Oliver Goldsmith als eine der besten ihres Genre gelobt wurde.